# Комета Галлея
Коме́та Галле́я (официальное название 1P/Halley) — яркая короткопериодическая комета, возвращающаяся к Солнцу с периодичностью каждые 75—76 лет. Является первой кометой, для которой определили эллиптическую орбиту и установили периодичность возвращений. Названа в честь английского астронома Эдмунда Галлея. С кометой связаны метеорные потоки эта-Аквариды и Ориониды. Несмотря на то, что каждый век появляется много более ярких долгопериодических комет, комета Галлея — единственная короткопериодическая комета, хорошо видимая невооружённым глазом. Начиная с древнейших наблюдений, зафиксированных в исторических источниках Китая и Вавилона, было отмечено по меньшей мере 30 появлений кометы. Первое достоверно идентифицируемое наблюдение кометы Галлея относится к 240 году до н. э. В XX веке комета появлялась 2 раза: 29-я встреча — в 1910 году, а последняя, 30-я встреча кометы через перигелий была с 9 февраля по 25 марта 1986 года в созвездии Водолея; следующее появление ожидается 28 июля 2061 года, а затем — 27 марта 2134 года.
Во время появления 1986 года комета Галлея стала первой кометой, исследованной с помощью космических аппаратов, в том числе советскими аппаратами «Вега‑1» и «Вега‑2» (17—19 декабря 1984 года), которые предоставили данные о структуре кометного ядра и механизмах образования комы и хвоста кометы.

## Открытие кометы Галлея
Комета Галлея стала первой кометой с доказанной периодичностью. В европейской науке вплоть до эпохи Возрождения доминировал взгляд Аристотеля, полагавшего, что кометы являются возмущениями в атмосфере Земли. Однако и до, и после Аристотеля многими античными философами высказывались весьма прозорливые гипотезы о природе комет. Так, по словам самого Аристотеля, Гиппократ Хиосский (V в. до н. э.) и его ученик Эсхил считали, что «хвост не принадлежит самой комете, но она иногда приобретает его, блуждая в пространстве, потому что наш зрительный луч, отражаясь от влаги, увлекаемой за кометой, достигает Солнца. Комета в отличие от других звёзд появляется через очень большие промежутки времени, потому, дескать, что она отстаёт [от Солнца] чрезвычайно медленно, так что, когда она появляется вновь в том же самом месте, ею проделан уже полный оборот». В этом высказывании можно увидеть утверждение о космической природе комет, периодичности её движения и даже о физической природе кометного хвоста, на котором рассеивается солнечный свет, и который, как показали современные исследования, действительно в значительной степени состоит из газообразной воды. Сенека (I в. н. э.) не только говорит о космическом происхождении комет, но и предлагает способ доказательства периодичности их движения, реализованный Галлеем: «Необходимо, однако, чтобы были собраны сведения о всех прежних появлениях комет; ибо из-за редкости их появления до сих пор невозможно установить их орбиты; выяснить, соблюдают ли они очерёдность и появляются ли точно в свой день в строгом порядке».
Идея Аристотеля была опровергнута Тихо Браге, который показал отсутствие у кометы 1577 года параллакса (проведя измерения положения кометы в Дании и в Праге). При его точности измерений это означало, что она находится по крайней мере вчетверо дальше, чем Луна. Однако сохранялась неопределённость в вопросе о том, обращаются ли кометы вокруг Солнца или просто пролетают по прямым путям через Солнечную систему.

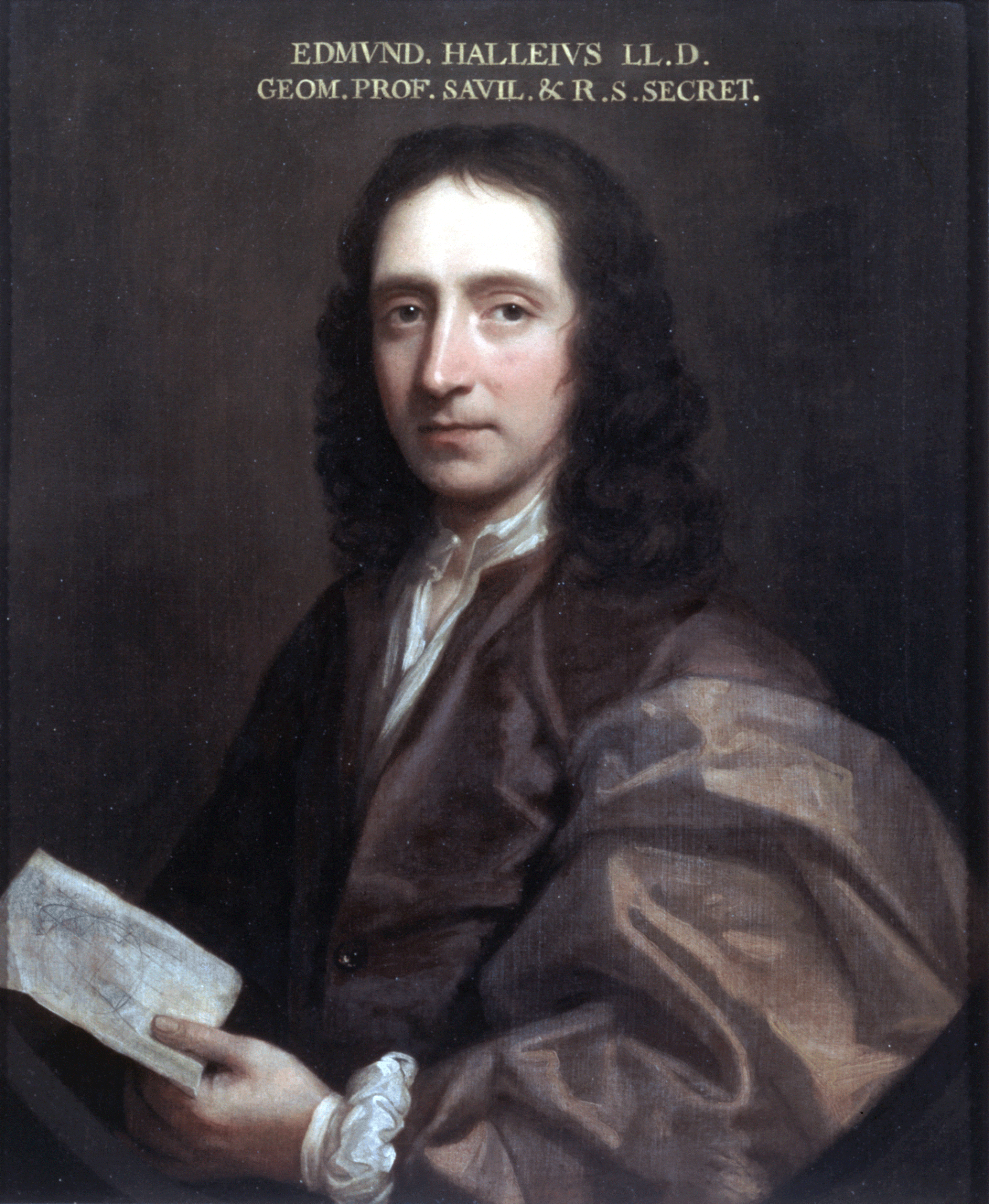
Эдмунд Галлей

В 1680—1681 годах 24-летний Галлей наблюдал яркую комету (C/1680 V1, называемую часто кометой Ньютона), которая сначала приближалась к Солнцу, а потом удалялась от него, что противоречило представлению о прямолинейном движении. Исследуя этот вопрос, Галлей понял, что центростремительная сила, действующая на комету со стороны Солнца, должна убывать обратно пропорционально квадрату расстояния. В 1682, в год очередного появления кометы, названной впоследствии его именем, Галлей обратился к Роберту Гуку с вопросом — по какой кривой будет двигаться тело под действием такой силы, но не получил ответа, хотя Гук и намекнул, что ответ ему известен. Галлей отправился в Кембридж к Исааку Ньютону, который сразу же ответил, что, согласно его вычислениям, движение будет происходить по эллипсу. Ньютон продолжал работать над проблемой движения тел под действием сил тяготения, уточняя и развивая расчёты, и в конце 1684 года послал Галлею свой трактат «Движение тел по орбите» (лат. De Motu Corporum in Gyrum). Восхищённый Галлей доложил о результатах Ньютона на заседании Лондонского королевского общества 10 декабря 1684 года и испросил у Ньютона разрешения напечатать трактат. Ньютон согласился и обещал прислать продолжение. В 1686 году по просьбе Галлея Ньютон переслал первые две части своего расширенного трактата, получившего название «Математические начала натуральной философии», в Лондонское королевское общество, где Гук вызвал скандал, заявив о своём приоритете, но не был поддержан коллегами. В 1687 году на деньги Галлея тиражом 120 экземпляров самый знаменитый трактат Ньютона был напечатан. Таким образом, интерес к кометам заложил основы современной математической физики. В своём классическом трактате Ньютон сформулировал законы гравитации и движения. Однако его работа над теорией движения комет ещё не была закончена. Хотя он подозревал, что две кометы, которые наблюдались в 1680 и 1681 годах (и которые вызвали интерес Галлея), были на самом деле одной кометой до и после прохождения вблизи Солнца, он не смог полностью описать её движение в рамках своей модели. Это удалось его другу и издателю Галлею, который в работе 1705 года «Обзор кометной астрономии» (лат. Synopsis Astronomiae Cometicae) использовал законы Ньютона для учёта гравитационного влияния на кометы Юпитера и Сатурна.

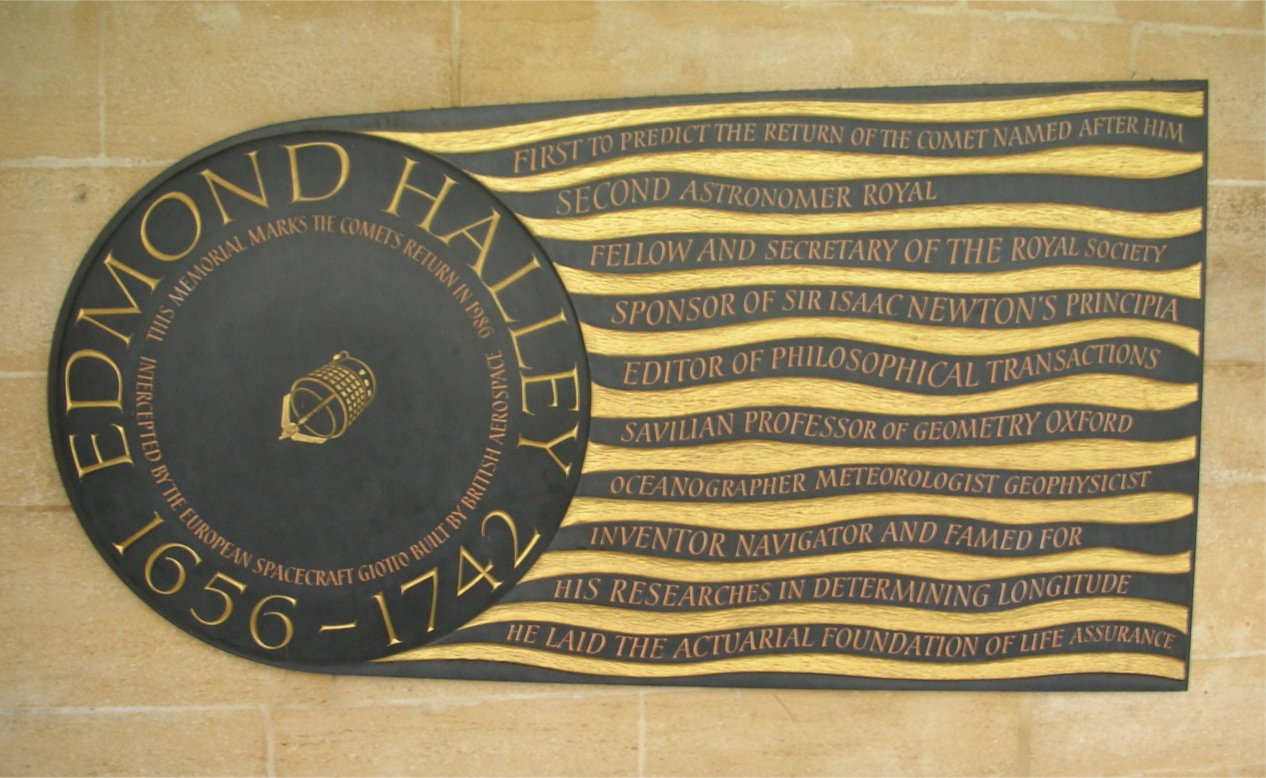
Памятная табличка, посвящённая Эдмунду Галлею, в Вестминстерском аббатстве в Лондоне

После изучения исторических записей Галлей составил первый каталог элементов орбит комет и обратил внимание на совпадение путей комет 1531 (наблюдавшаяся Апианом), 1607 (наблюдавшаяся Кеплером) и 1682 годов (которую наблюдал он сам), и предположил, что это одна и та же комета, обращающаяся вокруг Солнца с периодом 75—76 лет. На основании обнаруженного периода и с учётом грубых приближений воздействия больших планет он предсказал возвращение этой кометы в 1758 году.
Предсказание Галлея подтвердилось, хотя комету не могли обнаружить до 25 декабря 1758 года, когда её заметил немецкий крестьянин и астроном-любитель И. Палич. Через перигелий комета прошла лишь 13 марта 1759 года, поскольку возмущения, вызванные притяжением Юпитера и Сатурна, привели к задержке на 618 дней. За два месяца до нового появления кометы это запаздывание было предвычислено А. Клеро, которому помогали в вычислениях Ж. Лаланд и мадам Н.-Р. Лепот. Погрешность расчётов составила всего 31 день. Галлей не дожил до возвращения кометы, он умер в 1742 году. Подтверждение возвращения комет было первой демонстрацией того, что не только планеты могут обращаться вокруг Солнца. Это стало первым успешным подтверждением небесной механики Ньютона и ясной демонстрацией её предсказательной силы. В честь Галлея комету впервые назвал французский астроном Н. Лакайль в 1759 году.

## Параметры орбиты

Анимация движения кометы Галлея по орбите

Период обращения кометы Галлея за последние три столетия составлял от 75 до 76 лет, однако за всё время наблюдения с 240 г. до н. э. он изменялся в более широких пределах — от 74 до 79 лет. Вариации периода и орбитальных элементов связаны с гравитационным влиянием больших планет, мимо которых пролетает комета. Комета обращается по сильно вытянутой эллиптической орбите с эксцентриситетом 0,967 (0 соответствует идеальной окружности, 1 — движению по параболической траектории). При её последнем возвращении имела в перигелии расстояние до Солнца равное 0,587 а. е. (между Меркурием и Венерой) и расстояние в афелии более 35 а. е. (почти как у Плутона). Орбита кометы наклонена к плоскости эклиптики на 162,5° (то есть, в отличие от большинства тел солнечной системы, она движется в направлении, противоположном движению планет, и её орбита наклонена к орбите Земли на 180−162,5=17,5°). Этот факт оказал влияние на выбор даты и места встречи с кометой космических аппаратов во время её возвращения в 1986 году. Перигелий кометы приподнят над плоскостью эклиптики на 0,17 а. е. Вследствие большого эксцентриситета орбиты скорость кометы Галлея по отношению к Земле является одной из самых больших среди всех тел Солнечной системы. В 1910 году при пролёте мимо нашей планеты она составила 70,56 км/с (254016 км/ч). Поскольку орбита кометы сближается с земной орбитой в двух точках (см. анимированный рисунок), порождаемая кометой Галлея пыль образует два наблюдаемых на Земле метеорных потока: эта-Аквариды в начале мая и Ориониды в конце октября.
Комета Галлея классифицируется как периодическая или короткопериодическая комета, то есть такая, период обращения которой меньше 200 лет. Кометы с периодом обращения более 200 лет называются долгопериодическими. Короткопериодические кометы имеют в основном малое наклонение орбиты к эклиптике (порядка 10 градусов) и период обращения порядка 10 лет, поэтому орбита кометы Галлея несколько нетипична. Короткопериодические кометы с орбитальным периодом обращения менее 20 лет и наклонением орбиты 20—30 градусов или менее называются семейством комет Юпитера. Кометы, орбитальный период обращения которых, как у кометы Галлея, составляет от 20 до 200 лет, а наклонение орбиты — от нуля до более 90 градусов, называются кометами галлеевского типа. На сегодняшний день известно только 54 кометы галлеевского типа, в то время как число идентифицированных комет семейства Юпитера составляет около 400.
Предполагается, что кометы галлеевского типа изначально были долгопериодическими кометами, орбиты которых изменились под влиянием гравитационного притяжения планет-гигантов. Если комета Галлея прежде была долгопериодической кометой, то она скорее всего происходит из облака Оорта — сферы, состоящей из кометных тел, окружающей Солнце на расстоянии 20 000—50 000 а. е. В то же время семейство комет Юпитера, как считается, происходит из пояса Койпера — плоского диска малых тел на расстоянии от Солнца между 30 а. е. (орбита Нептуна) и 50 а. е. Предлагалась и другая точка зрения на происхождение комет галлеевского типа. В 2008 году был открыт новый транснептуновый объект с ретроградной орбитой, аналогичной орбите кометы Галлея, который получил обозначение 2008 KV42. Его перигелий располагается на расстоянии 20 а. е. от Солнца (соответствует расстоянию до Урана), афелий — на расстоянии 70 а. е. (превосходит удвоенное расстояние до Нептуна). Этот объект может быть членом нового семейства малых тел Солнечной системы, которое может служить источником комет галлеевского типа.
Результаты численного моделирования показывают, что комета Галлея находится на нынешней орбите от 16 000 до 200 000 лет, хотя точное численное интегрирование орбиты невозможно из-за появления неустойчивостей, связанных с возмущением планет на интервале более чем несколько десятков оборотов. На движение кометы также существенно влияют негравитационные эффекты, поскольку при приближении к Солнцу она испускает сублимирующиеся с поверхности струи газа, приводящие к реактивной отдаче и изменению орбиты. Эти изменения орбиты могут вызывать отклонения во времени прохождения через перигелий до четырёх дней.
В 1989 году Чириков и Вечеславов, проанализировав результаты расчётов 46 появлений кометы Галлея, показали, что на больших масштабах времени динамика кометы является хаотичной и непредсказуемой. При этом на масштабах времени порядка сотен тысяч и миллионов лет поведение кометы можно описать в рамках теории динамического хаоса. Этот же подход позволяет получать простые приблизительные оценки времени ближайших прохождений кометы через перигелий.
Предполагаемое время жизни кометы Галлея может составлять порядка 10 миллионов лет. Последние исследования показывают, что она испарится или распадётся на две через несколько десятков тысячелетий, либо будет выброшена из Солнечной системы через несколько сотен тысяч лет. За последние 2000—3000 возвращений ядро кометы Галлея уменьшилось в массе на 80—90 %.

### Расчёты прошлых и будущих появлений кометы Галлея
История исследований орбиты кометы Галлея неразрывно связана с развитием вычислительных методов в математике и небесной механике.
В 1705 году Галлей опубликовал параболические орбитальные элементы для 24 хорошо наблюдавшихся комет:

Собрав отовсюду наблюдения комет, я составил таблицу — плод обширного и утомительного труда — небольшую, но не бесполезную для астрономов.
Оригинальный текст (лат.)Undique enim conquisitis Cometarum Observationibus, Tabellam hanc, immensi pene Calculi fructum, obtinui, exiguum quidem sed non ingratum Astronomis munus.

Он заметил схожесть орбит комет 1682 года, 1607 года и 1531 года и опубликовал первое верное предсказание возвращения кометы.
| Прохождение перигелия | Наклонение | Долгота узла | Долгота перигелия | Перигелий, а. е. |
| --------------------- | ---------- | ------------ | ----------------- | ---------------- |
| 26.08.1531            | 162°18′    | 50°48′       | 301°36′           | 0,58             |
| 27.10.1607            | 162°58′    | 50°21′       | 302°16′           | 0,58             |
| 15.09.1682            | 162°24′    | 49°25′       | 301°39′           | 0,57             |

Всё с той же периодической кометой Галлей отождествил и комету 1456 года, двигавшуюся между Землёй и Солнцем ретроградным образом, хотя из-за недостатка наблюдений он и не смог для этого появления определить параметры орбиты. Эти идентификации позволили предсказать новое появление той же кометы в 1758 году, через 76 лет после последнего появления. Комета действительно вернулась, и была обнаружена Паличем в Рождество 25 декабря 1758 года. Ещё более точное предсказание времени этого возвращения кометы сделал Клеро с помощниками, рассчитавший возмущение, вызываемое в движении кометы Юпитером и Сатурном (Уран, Нептун и Плутон ещё не были открыты). Он определил, что момент прохода через перигелий приходится на 13 апреля с оценённой погрешностью в один месяц (ошибка действительно составила месяц, поскольку комета прошла перигелий 12 марта). Хорошие предсказания следующего возвращения 1835 года были даны Дамуазо и Понтекуланом, при этом впервые была рассчитана эфемерида, то есть будущий путь кометы среди звёзд, но точнее всего, с ошибкой лишь в 4 дня, предсказал возвращение кометы Розенбергер, для этого ему пришлось учесть и возмущение новооткрытого Урана. Появление кометы 1910 года, уже методом численного интегрирования точно предсказали Кауэлл и Кроммелин.
Идентификацию кометы 1456 года на основании обнаруженных дополнительных наблюдений смог подтвердить Пингре (1783—1784 годы). Обратившись к наблюдениям, зафиксированным в китайских хрониках, Пингре среди прочих также рассчитал приблизительные орбиты великой кометы 837 года и первой кометы 1301 года, но не опознал в обеих комету Галлея.
Ж.-Б. Био в 1843 году, уже зная средний период кометы Галлея, откладывая его назад в прошлое, попытался идентифицировать предыдущие появления кометы Галлея среди зафиксированных китайских наблюдений после 65 года до н. э. Во многих случаях он предложил несколько возможных кандидатов. На основании похожести орбит Био смог также идентифицировать как комету Галлея комету 989 года. Используя китайские данные Био, Лагер (1843) распознал комету Галлея в осенней комете 1378 года, сравнив с описаниями рассчитанный на основании известных элементов орбиты видимый путь кометы на небе. Аналогичным образом им были выявлены наблюдения кометы Галлея в 760, 451 и 1301 годах.
В 1850 году Дж. Хинд попытался найти прошлые появления кометы Галлея в европейских и китайских хрониках ранее 1301 года, как и Био, опираясь на приблизительный интервал между возвращениями около 76,5 года, но проверяя соответствие наблюдений известным орбитальным элементам. Из 18 его идентификаций до 11 года до н. э. больше половины (1223, 912, 837, 603, 373 и 11 год до н. э.) оказались, однако, ошибочны.
Доказательная связь всех появлений возможна лишь при прослеживании непрерывных изменений орбиты кометы под действием возмущений планет солнечной системы в прошлом, как это делалось при предсказании новых появлений. Такой подход впервые применили Кауэлл и Э. К. Д. Кроммелин (1907), используя приближённое интегрирование уравнения движения назад во времени, методом варьирования элементов. Взяв за основу достоверные наблюдения с 1531 по 1910 год, они предположили, что эксцентриситет орбиты и её наклонение остаются постоянными, а расстояние перигелия и долгота восходящего узла непрерывно меняются под действием возмущений. Первые порядки возмущений периода кометы вычислялись с учётом действия Венеры, Земли, Юпитера, Сатурна, Урана и Нептуна. Движение кометы удалось точно проследить до 1301 года и с меньшей точностью до 239 года до н. э.
Ошибка их метода в оценке момента прохождения через перигелий для самого раннего появления достигла 1,5 года, и поэтому они использовали в статье дату 15 мая 240 года до н. э., следующую из наблюдений, а не из расчётов.
Моменты прохождения кометы Галлея через перигелий далее попытался рассчитать назад от 451 года н. э. до 622 года до н. э. русский астроном М. А. Вильев. Используя моменты прохождения Вильева на промежутке от 451 года н. э. до 622 года до н. э. и результаты Кауэлла и Кроммелина за период с 530 по 1910 год, М. М. Каменский подобрал интерполяционный ряд Фурье для орбитальных периодов. Хотя эта формула соответствовала данным, использованным для её получения, её экстраполяция за пределы области исходных данных оказывается бесполезной. Так же как и похожий анализ Ангстрема (1862) дал ошибку в предсказании прохождения через перигелий в 1910 году на 2,8 года, предсказание Каменского следующего возвращения (1986 года) ошибочно на девять месяцев. Любые попытки найти простые эмпирические формулы для определения прошлых или предсказаний будущих появлений кометы, не учитывающие динамическую модель движения кометы под действием гравитационных возмущений, не имеют смысла.
В преддверии нового появления кометы Галлея в 1986 году активизировались исследования её прошлых появлений:
- В 1967 году Джозеф Брейди и Эдна Карпентер на основании 2000 наблюдений двух предыдущих появлений кометы Галлея определили предварительную орбиту и рассчитали, что предстоящее прохождение перигелия будет 4 февраля 1986 года (ошибка, вызванная неучётом гравитационных реактивных сил, составила около 4 дней)[63].
- В 1971 году те же авторы[64] на основании около 5000 телескопических наблюдений уже четырёх предыдущих появлений смогли связать четыре этих появления численным интегрированием, учтя негравитационные силы в виде векового члена, и предсказали время прохождения перигелия в 1986 году с погрешностью около 1,5 часов. Они также впервые применили прямое численное интегрирование для исследования древних появлений кометы Галлея, используя эмпирический вековой член в уравнениях движения кометы для учёта негравитационных эффектов. Орбита кометы, вычисленная по последним четырём появлениям, была затем численно проинтегрирована назад в прошлое до 87 г. до н. э. Моменты прохождения через перигелий удовлетворительно согласовывались с данными наблюдений, приведёнными Киангом в работе 1971 года с 1682 по 218 год. Однако дальнейшее интегрирование привело к заметному расхождению, начиная с появления 141 года. В 141 году реальная комета прошла на расстоянии в 0,17 а. е. от Земли и испытала возмущение несколько отличающееся от того, что получилось в расчётах. Поскольку интегрирование не было увязано с наблюдениями ранее 1682 года, небольшое отличие между рассчитанным и реальным движением было усилено близким прохождением около Земли в 141 году. В 1982 году Брейди уточнил эти расчёты[65].
- В 1971 году Тао Кианг, заново проанализировав все известные европейские и китайские прошлые наблюдения[45], использовал метод варьирования элементов для исследования движения кометы Галлея от 1682 года вспять до 240 г. до н. э. Учтя влияние на орбитальные элементы возмущений всех планет, Кианг смог уточнить значения моментов прохождения через перигелий и подтвердил предположение о том, что негравитационные силы отвечают за замедление среднего движения кометы чуть большее чем на 4 дня за один период обращения. Эти негравитационные силы связаны с испарением кометного вещества при прохождении около Солнца, сопровождающимся реактивной отдачей и уменьшением массы ядра.
- В 1973 году Брайан Марсден, Зденек Секанина и Дональд Еманс[66] разработали модель негравитационных сил, основанную на реактивном действии газов, испаряющихся с поверхности ядра кометы.
- В 1977 году Еманс[67] использовал эту модель для успешного описания наблюдений кометы на интервале с 1607 по 1911 год. Орбита, основанная на наблюдениях 1682, 1759 и 1835—1836 годов была проинтегрирована назад во времени вплоть до 837 года. Вследствие близкого приближения кометы к Земле в 837 году (минимальное расстояние 0,04 а. е.) ими не предпринималась попытка продолжить вычисления ранее этого времени.
- В 1981 году Дональд Еманс и Тао Кианг[49] на основании наблюдений 1759, 1682 и 1607 годов методом численного интегрирования рассчитали историю движения кометы Галлея в прошлое до 1404 года до н. э., вводя малые эмпирические поправки, используя очень точно определяемые из исторических хроник времена прохождения перигелия в 837, 374 и 141 годах. Кроме того, на основе наблюдений 837 года в 800 году вводилась поправка к эксцентриситету орбиты.
- В 1984 году и в 1986 году Вернер Ландграф[нем.][68][69], используя первые наблюдения нового появления, проинтегрировал движение кометы на интервале с 2317 г. до н. э. по 2284 год н. э. и 467 г. до н. э. по 2580 год н. э. Для расчёта в прошлое он использовал единственную эмпирическую поправку, равную 0,03 дня для времени прохождения через перигелий в 837 году.
- В 1988 году Гжегож Ситарский[70] разработал метод численного интегрирования движения кометы Галлея на основании 300 лучших наблюдений, полученных с 1835 по 1987 год с единообразным использованием времён прохождения через перигелий для эмпирических поправок.

Хотя прямое численное интегрирование является единственным методом, позволяющим исследовать движение кометы Галлея за пределами интервала надёжных наблюдений, необходимо пытаться увязать интегрирование с древними наблюдениями. При проходе интегрирования через интервал сильных возмущений, обусловленных тесным сближением кометы с Землёй и другими большими планетами, требуется особенная осторожность для того, чтобы уточнить рассчитанное движение с помощью данных наблюдений. Было показано, что вследствие возмущений больших планет орбита кометы на больших отрезках времени не является устойчивой, и начальные неопределённости в определении орбиты экспоненциально нарастают со временем при расчёте в прошлое или в будущее.
Обойти это затруднение при продвижении в прошлое можно, внося небольшие поправки, опираясь на отдельные самые надёжные и точные наблюдения. Что не позволяет, однако, определить с хорошей точностью времена прохождений, далеко отстоящие от надёжных наблюдений.

### Появления кометы Галлея
| Наблюдения    | Брейди        | Еманс, Кианг  | Ландграф      | Ситарский     |
| ------------- | ------------- | ------------- | ------------- | ------------- |
| —             | —             | —             | 2134/03/28.66 | —             |
| —             | —             | 2061/07/29.31 | 2061/07/28.86 | —             |
| 1986/02/09.46 | 1986/02/09.39 | 1986/02/09.66 | 1986/02/09.51 | —             |
| 1910/04/20.18 | 1910/04/19.68 | 1910/04/20.18 | 1910/04/20.18 | —             |
| 1835/11/16.44 | 1835/11/15.94 | 1835/11/16.44 | 1835/11/16.44 | —             |
| 1759/03/13.06 | 1759/03/12.55 | 1759/03/13.06 | 1759/03/13.06 | 1759/03/12.51 |
| 1682/09/15.28 | 1682/09/14.79 | 1682/09/15.28 | 1682/09/15.28 | 1682/09/14.48 |
| 1607/10/27.54 | 1607/10/26.80 | 1607/10/27.54 | 1607/10/27.52 | 1607/10/25.00 |
| 1531/08/25.80 | 1531/08/25.59 | 1531/08/26.23 | 1531/08/26.26 | 1531/08/23.68 |
| 1456/06/09.1  | 1456/06/08.97 | 1456/06/09.63 | 1456/06/09.50 | 1456/06/08.10 |
| 1378/11/09    | 1378/11/10.87 | 1378/11/10.69 | 1378/11/10.62 | 1378/11/09.64 |
| 1301/10/24.53 | 1301/10/26.40 | 1301/10/25.58 | 1301/10/25.19 | 1301/10/25.22 |
| 1222/10/0.8   | 1222/09/29.12 | 1222/09/28.82 | 1222/09/28.55 | 1222/09/29.68 |
| 1145/04/21.25 | 1145/04/17.86 | 1145/04/18.56 | 1145/04/18.12 | 1145/04/20.60 |
| 1066/03/23.5  | 1066/03/19.52 | 1066/03/20.93 | 1066/03/20.07 | 1066/03/22.68 |
| 989/09/08     | 989/09/02.99  | 989/09/05.69  | 989/09/04.09  | 989/09/07.69  |
| 912/07/9.5    | 912/07/16.59  | 912/07/18.67  | 912/07/17.00  | 912/07/19.28  |
| 837/02/28.27  | 837/02/27.88  | 837/02/28.27  | 837/02/28.48  | 837/02/28.31  |
| 760/05/22.5   | 760/05/21.78  | 760/05/20.67  | 760/05/20.61  | 760/05/20.53  |
| 684/09/28.5   | 684/10/6.73   | 684/10/02.77  | 684/10/01.43  | 684/10/02.47  |
| 607/03/12.5   | 607/03/18.20  | 607/03/15.48  | 607/03/13.57  | 607/03/15.04  |
| 530/09/26.7   | 530/09/26.89  | 530/09/27.13  | 530/09/25.63  | 530/09/27.31  |
| 451/06/24.5   | 451/06/25.79  | 451/06/28.25  | 451/06/27.23  | 451/06/27.96  |
| 374/02/17.4   | 374/02/12.56  | 374/02/16.34  | 374/02/15.29  | 374/02/15.35  |
| 295/04/20.5   | 295/04/22.54  | 295/04/20.40  | 295/04/20.63  | 295/04/20.02  |
| 218/05/17.5   | 218/05/27.56  | 218/05/17.72  | 218/05/17.71  | 218/05/17.76  |
| 141/03/22.35  | 141/04/10.24  | 141/03/22.43  | 141/03/21.08  | 141/03/22.53  |
| 66/01/26.5    | 66/02/19.97   | 66/01/25.96   | 66/01/21.90   | 66/01/25.57   |
| −11/10/05.5   | −11/10/08.64  | −11/10/10.85  | −11/10/06.00  | −11/10/08.92  |
| −86/08/02.5   | −86/07/10.40  | −86/08/06.46  | −86/08/03.54  | −86/08/03.41  |
| −163/10/5.5   | −163/06/22.38 | −163/11/12.57 | −163/10/30.11 | −163/10/23.13 |
| −239/03/30.5  | −240/11/30.64 | −239/05/25.12 | −239/04/16.52 | −239/03/22.55 |
| —             | −316/10/15.78 | −314/09/08.52 | −314/05/15.22 | −314/02/13.31 |
| —             | −392/04/22.19 | −390/09/14.37 | −390/04/28.98 | −391/12/15.22 |
| −466 ?        | −467/07/16.05 | −465/07/18.24 | −465/04/11.15 | −466/12/2.00  |
| —             | −543/04/10.57 | −539/05/10.83 | −541/12/17.11 | −542/04/13.94 |
| −612 ?        | −619/10/5.17  | −615/07/28.50 | −617/09/19.97 | −619/10/16.14 |

Годы до н. э. в таблице указаны по астрономическому счёту: 1 год до н. э. = 0 год, 2 год до н. э. = −1 год и т. д.
Даты прохождения перигелия для 1607 года и позднее приведены по григорианскому календарю, а все предшествующие даты — по юлианскому календарю.

## Ядро кометы
Миссии космических аппаратов «Вега» (СССР) и «Джотто» (Европейское космическое агентство) позволили учёным впервые узнать о структуре поверхности кометы Галлея. Как и у всех остальных комет, при приближении к Солнцу с поверхности её ядра начинают сублимироваться летучие вещества с малой температурой кипения, такие как вода, моноксид, оксид углерода, метан, азот и, возможно, другие замёрзшие газы. Этот процесс приводит к образованию комы, которая может в поперечнике достигать 100 000 км. Испарение этого грязного льда высвобождает пылевые частицы, которые относятся газом от ядра. Молекулы газов в коме поглощают солнечный свет и переизлучают его затем на разных длинах волн (это явление называется флуоресценцией), а пылевые частицы рассеивают солнечный свет в различных направлениях без изменения длины волны. Оба эти процесса приводят к тому, что кома становится видимой для стороннего наблюдателя.
Действие солнечного излучения на кому приводит к образованию хвоста кометы. Но и здесь пыль и газ ведут себя по-разному. Ультрафиолетовое излучение солнца ионизирует часть молекул газов, и давление солнечного ветра, представляющего собой поток испускаемых Солнцем заряженных частиц, толкает ионы, вытягивая кому в длинный хвост кометы, который может иметь протяжённость более чем 100 миллионов километров. Изменения в потоке солнечного ветра могут даже приводить к наблюдаемым быстрым изменениям вида хвоста и даже полному или частичному обрыву (это наблюдалось, например, у кометы Галлея 6 и 7 июня 1910 года). Ионы разгоняются солнечным ветром до скоростей в десятки и сотни километров в секунду, много больших, чем скорость орбитального движения кометы. Поэтому их движение направлено почти точно в направлении от Солнца, как и формируемый ими хвост I типа. Ионные хвосты имеют обусловленное флуоресценцией голубоватое свечение. На кометную пыль солнечный ветер почти не действует, её выталкивает из комы давление солнечного света. Пыль разгоняется светом гораздо слабее чем ионы солнечным ветром, поэтому её движение определяется начальной орбитальной скоростью движения и ускорением под действием давления света. Пыль отстаёт от ионного хвоста и формирует изогнутые в направлении орбиты хвосты II или III типа. Хвосты II типа формируются равномерным потоком пыли с поверхности. Хвосты III типа являются результатом кратковременного выброса большого облака пыли. Вследствие разброса ускорений, приобретаемых пылинками разного размера под действием силы давления света, начальное облако также растягивается в хвост, обычно изогнутый ещё сильнее, чем хвост II типа. Пылевые хвосты светятся рассеянным красноватым светом. У кометы Галлея наблюдались хвосты как I, так и II типов. Хвост III типа предположительно наблюдался в 1835 году. На фотографии 1986 года хорошо видны характерно окрашенные хвосты I (внизу) и II типа.
Несмотря на огромный размер комы, ядро кометы Галлея относительно мало и имеет неправильную форму картофелины с размерами 15×8×8 км. Его масса также относительно мала, около 2,2⋅1014 кг, при средней плотности около 600 кг/м³ (для сравнения, плотность воды — 1000 кг/м³), что, вероятно, означает, что ядро состоит из большого числа слабо связанных фрагментов, образующих груду обломков. Наземные наблюдения за яркостью комы показывают, что период вращения кометы Галлея составляет около 7,4 дней, однако изображения, полученные различными космическими аппаратами, а также наблюдения за струями и оболочкой свидетельствуют о том, что период составляет 52 часа и что вращение происходит в ту же сторону, что и обращение кометы вокруг Солнца. Поскольку ядро кометы имеет нерегулярную форму, его вращение также является, вероятно, довольно сложным. Хотя во время космических миссий были получены детальные изображения лишь около 25 % поверхности ядра кометы Галлея, они свидетельствуют о чрезвычайно сложной топографии с холмами, впадинами, горными хребтами и по крайней мере одним кратером.
Комета Галлея является самой активной из всех периодических комет. Активность, например, кометы Энке или кометы Холмса, на один или два порядка слабее. Дневная сторона кометы Галлея (сторона, обращённая к Солнцу) существенно активнее, чем ночная сторона. Исследования с помощью космических аппаратов показали, что газы, испускаемые ядром, почти на 80 % состоят из водяного пара, на 17 % из моноксида углерода (угарного газа) и на 3—4 % из диоксида углерода (углекислого газа), со следами метана, хотя более современные исследования показали лишь 10 % моноксида углерода и также следы метана и аммиака. Оказалось, что пылевые частицы в основном представляют собой смесь углеродно-водородно-кислородно-азотных (CHON) соединений, обычных вне Солнечной системы, и силикатов, которые составляют основу земных горных пород. Пылевые частицы имеют малые размеры, вплоть до предела обнаружения аппаратами (~1 нм). Соотношение дейтерия и водорода в водяном паре, высвобождаемом с поверхности ядра, сначала предполагалось аналогичным тому, что наблюдается в Мировом океане на Земле, что могло означать, что кометы того же типа, что и комета Галлея, могли в далёком прошлом обеспечить Землю водой. Однако последующие наблюдения показали, что содержание дейтерия в кометном ядре гораздо выше, чем в земной воде, что делает гипотезу о кометном происхождении земной воды маловероятной.
Аппарат «Джотто» обеспечил первое свидетельство в пользу гипотезы Уиппла о том, что ядра комет представляют собой «грязные снежки». Уиппл предположил, что кометы являются ледяными объектами, которые нагреваются при приближении к Солнцу, что приводит к сублимации льда (прямому превращению вещества из твёрдого состояния в газообразное) на поверхности, при этом струи летучих веществ разлетаются во все стороны, образуя кому. «Джотто» показал, что эта модель в целом верна, хотя требует ряда поправок. Например, альбедо кометы Галлея составляет всего около 4 %, что означает, что она отражает только 4 % падающего на неё света. Такое малое отражение можно ожидать скорее от куска угля, чем от снежка. Поэтому, несмотря на то, что наблюдателям с Земли комета Галлея кажется ослепительно-белой, её ядро на самом деле угольно-чёрное. Температура поверхности испаряющегося «чёрного льда» должна была бы варьироваться в пределах от 170 К (−103 °C) при высоком альбедо, до 220 К (−53 °C) при низком альбедо, однако измерения аппарата «Вега-1» показали, что температура поверхности кометы Галлея на самом деле находится в пределах 300—400 К (+30…+130 °C). Это свидетельствует о том, что активны только 10 процентов поверхности ядра, и что большая её часть покрыта слоем тёмной пыли, которая поглощает тепло. Все эти наблюдения свидетельствуют, что комета Галлея в основном состоит из нелетучих материалов, и поэтому скорее представляет собой «комок грязи со снегом», чем «грязный снежок».

## История наблюдений

### Наблюдения кометы Галлея в древности

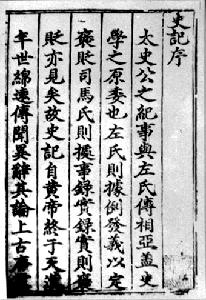
Первая страница «Ши цзи»

Комета Галлея — первая известная периодическая комета. Она наблюдалась по крайней мере 30 раз. Сведения о её наиболее ранних появлениях можно найти в исторических хрониках разных народов. Ещё в Средние века в Европе и в Китае начали составлять каталоги прошлых наблюдений комет, которые называют кометографиями. Кометографии оказались очень полезны в выявлении периодических комет. Наиболее полным современным каталогом является фундаментальная пятитомная «Кометография» Гарри Кронка, которая может служить путеводителем по историческим появлениям кометы Галлея.
- 240 год до н. э. — Первое достоверное наблюдение кометы, его описание приводится в труде древнекитайского историка Сыма Цяня «Ши цзи»[10].

На седьмом году (240 г.) комета показалась сначала на востоке, затем её видели на севере, а в пятой луне — на западе. Военачальник [Мэн] Ао умер… Комета вновь показалась на западе. Через шестнадцать дней умерла Ся-тайхоу.
7-й [год правления Ши-хуанди]. На севере, а затем на западе показалась комета. Скончалась Ся-тайхоу. Умер Мэн Ао.
Оригинальный текст (кит.)七年，彗星先出東方，見北方，五月見西方。將軍驁死......彗星復見西方十六日。夏太后死。
七。彗星見北方西方。夏太后薨。蒙驁死。

Более ранние свидетельства (комета 78-й олимпиады — 466 год до н. э., описанная, в частности, Плинием и Аристотелем, фигурирует и в китайских записях; другая комета наблюдалась в 618 или 619 году до н. э.) не могут быть однозначно идентифицированы с кометой Галлея. Однако ранее 240 года до н. э. пока обнаружено всего 16 записей о разных кометах. Кроме того, условия наблюдения кометы Галлея ранее 315 года до н. э. были неблагоприятны — она проходила далеко от Земли.

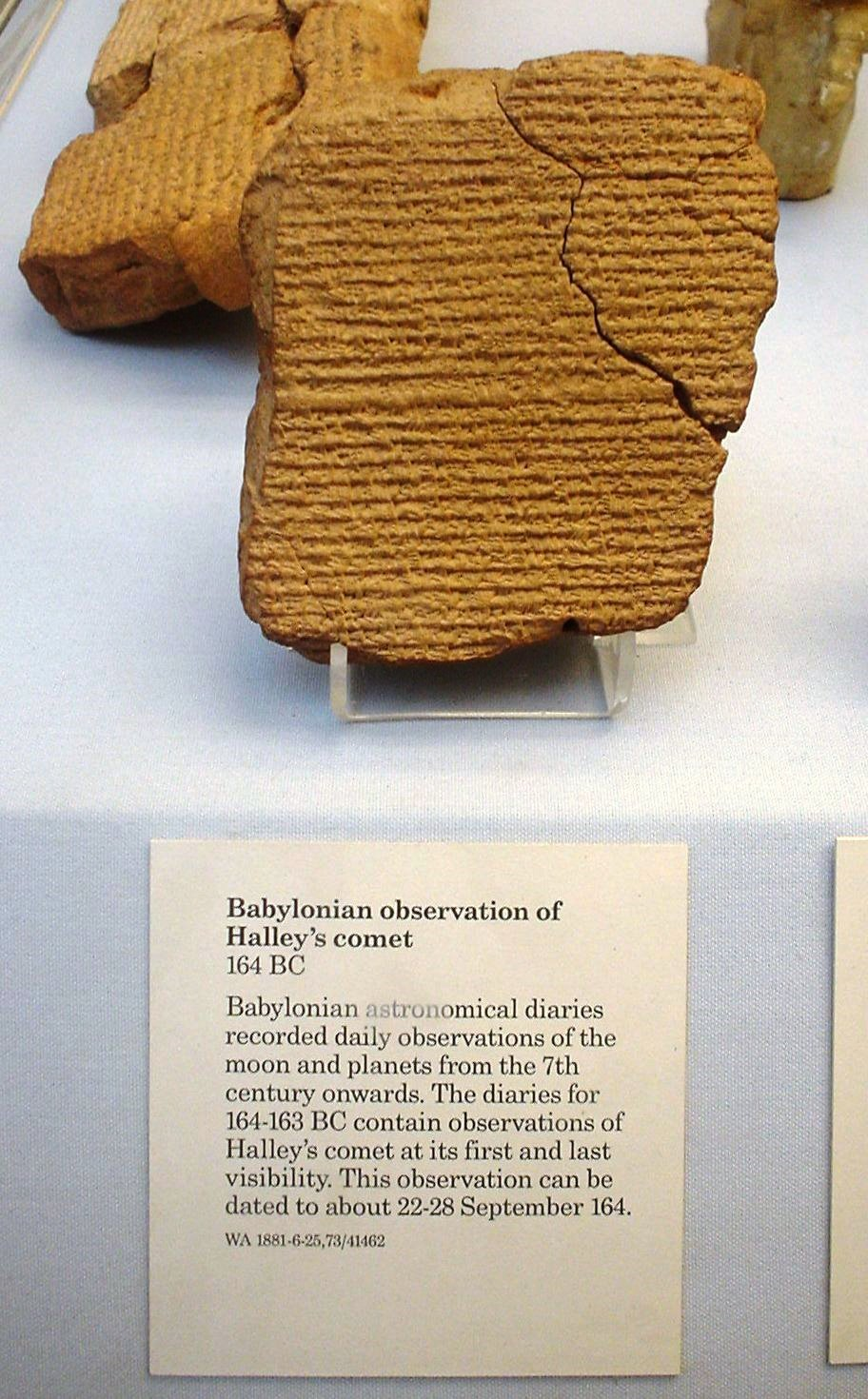
Вавилонская астрономическая табличка, рассказывающая о появлении кометы Галлея в 164 г. до н. э.

- 164 год до н. э. — В 1985 году Ф. Р. Стивенсон опубликовал обнаруженные им на вавилонских табличках данные о наблюдениях кометы[87]. На вавилонских глиняных клинописных табличках, в частности, записаны результаты обширных многовековых наблюдений за движением планет и наблюдений других небесных событий — комет, метеоров, атмосферных явлений. Это так называемые «астрономические дневники», охватывающие период примерно с 750 г. до н. э. по 70 г. н. э. Большая часть «астрономических дневников» хранятся сейчас в Британском музее.

LBAT 380: Комета, ранее появившаяся на востоке на пути Ану, в области Плеяд и Тельца, к Западу […] и прошла вдоль пути Эа.
LBAT 378: [ … на пути] Эа в области Стрельца, на расстоянии одного локтя впереди Юпитера, на три локтя выше к северу […]

Эти таблички говорят об одном и том же событии, и частично данные в них пересекаются и дублируются. Квадратными скобками обозначены повреждения. Дата и путь кометы на небе очень хорошо согласуются с теоретическими расчётами. На тех же табличках приведены подробнейшие данные о положениях планет, что позволяет точно определить, что месяц прохода кометы начался 21 октября 164 г. до н. э.
Возможно, эта комета сыграла важную роль в ближневосточной истории. В третьих «Книгах Сивилл», в основе написанных около середины II века до н. э., сообщается о комете на западе, которая будет «знаком меча, голода, смерти и падения вождей и великих людей». И как раз в конце 164 г. до н. э. произошла смерть Птолемея VII и волнения в государстве Птолемеев и гибель Антиоха IV в государстве Селевкидов. Возможно, эта комета отразилась в Библии, в Первой и Второй книгах Маккавеев и в 9—12 главах Книги пророка Даниила, описывающих события этого времени. К. Д. Блаунт предполагает несколько указаний на это появление, в частности, во Второй книге Маккавеев: «Случилось, что над всем городом почти в продолжение сорока дней являлись в воздухе носившиеся всадники в золотых одеждах и наподобие воинов вооружённые копьями…» (2Мак. 5:2)
- 87 год до н. э. — На вавилонских табличках также обнаружены описания появления кометы 12 августа 87 г. до н. э.[87]

«13 (?) интервал между закатом и восходом Луны был измерен в 8 градусов; в первую часть ночи, комета [… длинный пропуск из-за повреждения] которая в IV месяц день за днем, одна единица […] между севером и западом, её хвост 4 единицы […]»

Хотя само описание кометы повреждено и поэтому содержит мало астрономической информации о пути, положения планет далее в тексте также позволяют датировать это появление. Это появление могло найти отражение на монетах армянского царя Тиграна Великого, корону которого украшает «звезда с изогнутым хвостом».

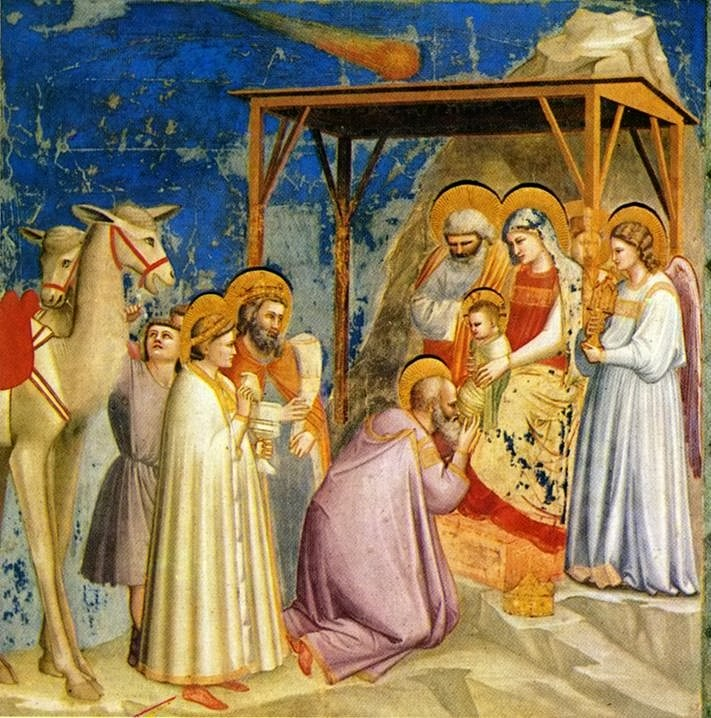
Фреска «Поклонение волхвов» Джотто ди Бондоне

- 12 год до н. э. — Подробное описание перемещения кометы по небосводу с указанием дат и ближайших к траектории ярких звёзд в течение почти двух месяцев содержится в «Трактате о пяти фазах» исторической хроники китайской династии Хань «Ханьшу», завершённой по разным источникам в конце первого — начале второго века н. э. Сообщение о наблюдении кометы в течение нескольких дней над Римом без указания дат приводится у историка III века Диона Кассия в книге «Римская история».

Эта комета могла послужить прообразом для Вифлеемской звезды.
- 66 год — Сведения об этом появлении кометы с указанием её пути на небе сохранились только в китайской хронике «Хоу Ханьшу». Однако иногда с ним связывают сообщение Иосифа Флавия в книге «Иудейская война» о комете в виде меча, которая предшествовала разрушению Иерусалима[94].
- 141 год — Это появление также нашло отражение только в китайских источниках: подробно в «Хоу Ханьшу», менее детально в некоторых других хрониках.
- 218 год — Путь кометы детально описан в астрономических главах хроники «Хоу Ханьшу». Вероятно, с этой кометой Дион Кассий связал свержение римского императора Макрина.
- 295 год — О комете сообщается в астрономических главах китайских династийных историй «Книга Сун» и «Книга Чэнь».
- 374 год — Появление описано в анналах и астрономических главах «Книги Сун» и «Книги Чэнь». Комета приближалась к Земле всего на 0,09 а. е.
- 451 год — Появление описано в нескольких китайских хрониках. В Европе комета наблюдалась во время нашествия Аттилы и воспринималась как знак грядущих войн, описана в хрониках Идация и Исидора Севильского[95].

### Комета Галлея в Средние века
- 530 год — Появление подробно описано в китайской династийной «Книге Вэй» и в ряде византийских хроник. Иоанн Малала сообщает:

В то же царствование (Юстиниана I) появилась на западе большая, внушающая ужас звезда, от которой шёл вверх белый луч и рождались молнии. Некоторые называли её факелом. Она светила двадцать дней, и была засуха, в городах — убийства граждан и множество других грозных событий

- 607 год — Появление описано в китайских хрониках и в итальянской хронике Павла Диакона: «Затем, также в апреле и мае, на небе появилась звезда, которую называли кометой»[97]. Хотя китайские тексты приводят путь кометы на небе в соответствии с современными астрономическими вычислениями, в сообщаемых датах обнаруживается путаница и расхождение с расчётом примерно на месяц, связанное, вероятно, с ошибками хрониста. Для предыдущих и последующих появлений такого расхождения нет[9].
- 684 год — Это яркое появление вызвало страх в Европе. Согласно «Нюрнбергской хронике» Шеделя эта «хвостатая звезда» была ответственна за продолжавшиеся в течение трёх месяцев непрерывные ливни, погубившие урожай, сопровождавшиеся сильными молниями, убившими множество людей и скота. Путь кометы на небе описан в астрономических главах китайских династических историй «Книга Тан» и «Начальная история Тан». Сохранились также записи о наблюдениях в Японии, Армении (источник датирует её первым годом правления Ашота Багратуни) и Сирии.
- 760 год — Китайские династийные хроники «Книга Тан» «Начальная история Тан» и «Новая книга Тан» приводят почти одинаковые детали о пути кометы, которую наблюдали более 50 дней. О комете сообщается в Византийской «Хронографии» Феофана и в арабских источниках.
- 837 год — Во время этого появления комета Галлея приблизилась на минимальное за всё время наблюдений расстояние к Земле (0,0342 а. е.). Путь и вид кометы детально описан в астрономических главах китайских династических историй «Книга Тан» и «Новая книга Тан». Видимая на небе длина раздвоенного хвоста в максимуме превышала 80°. Комета описана также в японских, арабских и во многих европейских хрониках. Толкование её появления для императора Франкского государства Людовика I Благочестивого, а также описания в тексте многих других астрономических явлений анонимным автором сочинения «Жизнь императора Людовика» позволило историкам дать автору условное имя Астроном.
- 912 год — Описания этого появления сохранились в источниках Китая (самые подробные), Японии, Византии, Руси (заимствованные из византийских хроник), Германии, Швейцарии, Австрии, Франции, Англии, Ирландии, Египта и Ирака. Византийский историк X века Симеон Логофет пишет, что комета имела вид меча[98].
- 989 год — Комета детально описана в астрономических главах китайской династийной «истории Сун», отмечена в Японии, Корее, Египте, Византии и во многих европейских хрониках, где комета часто связывается с последовавшей эпидемией чумы[99][100].

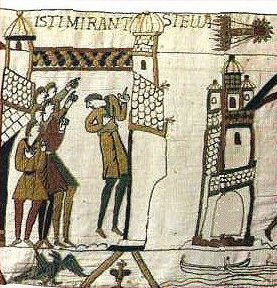
Появление кометы 1066 года. Фрагмент ковра из Байё, 1080-е гг.

- 1066 год — Комета приближалась к Земле на расстояние 0,1 а. е. Её наблюдали в Китае, Корее, Японии, Византии, Армении, Египте, на арабском Востоке и на Руси[9]. В Европе это появление является одним из самых упоминаемых в хрониках. В Англии появление кометы было истолковано как предзнаменование скорой смерти короля Эдуарда Исповедника и последующего завоевания Англии Вильгельмом I. Комета описана во многих английских хрониках и изображена на знаменитом гобелене из Байё XI века, изображающем события этого времени. Комета, возможно, изображена на петроглифе, находящемся в национальном парке Чако, в американском штате Нью-Мексико[101].
- 1145 год — Появление кометы записано во многих хрониках Запада и Востока. В Англии кентерберийский монах Эдвин зарисовал комету в Псалтири[102].
- 1222 год — Комета наблюдалась в сентябре и октябре. Отмечена в хрониках Кореи, Китая и Японии, во многих европейских монастырских анналах, сирийских хрониках и в русских летописях[9]. Существует не подкреплённое историческими свидетельствами, но перекликающееся с сообщением в русских летописях (см. далее) предположение, что Чингисхан воспринял эту комету как призыв к походу на Запад[103].
- 1301 год — О комете сообщают очень многие европейские хроники, в том числе русские летописи. Под впечатлением от наблюдения Джотто ди Бондоне изобразил в виде кометы Вифлеемскую звезду на фреске «Поклонение волхвов» в церкви Капелла Скровеньи в Падуе (1305).
- 1378 год — Это появление не было особенно примечательным из-за неблагоприятных условий наблюдения вблизи Солнца. Комету наблюдали китайские, корейские и японские придворные астрономы и, возможно, в Египте. В европейских хрониках сведений об этом появлении нет.

### Комета Галлея в русских летописях
В русских летописях наряду с описаниями многих других астрономических явлений отмечены и появления кометы Галлея.
На Руси наблюдали комету в 1066, 1145, 1222, 1301, 1378, 1531, 1607, 1682 годах, а также в летописях на основании византийских хроник сообщается о появлении кометы в 912 году. Кроме того, после описания кометы 1066 года:

В си же времена бысть знаменье на западѣ, звѣзда превелика, лучъ имущи акы кровавы, въсходѧщи с вечера по заходѣ солнечнѣмь и пребысть за 7 дний. Се же проѧвлѧше не на добро, посемь бо быша усобицѣ многы и нашествие поганыхъ на Русьскую землю, си бо звѣзда бѣ акы кровава, проѧвлѧющи крови пролитье.
Лаврентьевская летопись сообщает о ещё более ранних кометах, предположительно являющихся появлениями кометы Галлея в 164 г. до н. э., 66 и 530 году:

Мы бо по сему разумѣемъ, ѧко же древле, при Антиосѣ, въ Иерусалимѣ случисѧ внезапну по всему граду за 40 дний ѧвлѧтисѧ на вздусѣ на конихъ ришющимъ, въ оружьи, златы имущемъ одежа, и полкы обоѧ ѧвлѧемы, и оружьемъ двизающимсѧ; се же проѧвлѧше нахоженье Антиохово на Иерусалимъ. Посемь же при Неронѣ цесари въ томъ же Иерусалимѣ восиѧ звѣзда, на образъ копийный, надъ градомь: се же проѧвлѧше нахоженье рати от римлѧнъ. И паки сице же бысть при Устиньѧнѣ цесари, звѣзда восиѧ на западѣ, испущающи луча, юже прозываху блистаницю, и бысть блистающи дний 20.
Записи о наблюдении кометы Галлея позволяют уточнить даты некоторых событий в русской истории. Появление кометы в 989 году не отмечено в русских летописях, тем не менее, комета 989 года представляет большой интерес для русской истории именно в связи с попыткой установления правильной хронологии событий, связанных с Крещением Руси и взятием войсками киевского князя Владимира Корсуни. Споры о трактовке византийских и восточных свидетельств о комете и огненных столпах, сопутствующих описываемым событиям, при сопоставлении их с сообщениями русских летописей и жития Владимира, начавшиеся более века назад, продолжаются до сих пор.
Появление кометы Галлея в 1222 г. н. э. предшествовало монголо-татарскому нашествию (битва на реке Калке). Густинская летопись сообщает:

В сие лѣто мѣсѧца маѧ ѧвисѧ страшнаѧ звѣзда, свѣтѧщи презъ 18 дней, луча ко востоку доволнѣ простирающи, иже знаменова новую пагубу христианомъ, ѧже по двою лѣту сотворисѧ нашествиемъ врагъ, си есть безъбожныхъ Татаръ, ихъ же въ сей странѣ нашой не знаѧху.
Появление 1378 года летописцы также связали с важным этапом монголо-татарского ига. Комментируя появление кометы Галлея в 1531 году, автор Хронографической летописи пишет: «Таково же было знамение при великом князе Дмитрии Ивановиче Донском за три лета до нахожение безбожнаго Тактамыша на царствующий град Москву». В более ранних летописях записей о появлении кометы в 1378 году не обнаруживается, однако Д. О. Святский полагает, что описание попало в повесть «О пленении и о прихождении Тахтамыша царя, и о московском взятии», стоящую в Новгородской IV летописи и во многих других летописях в статье 1382 года:

Бысть нѣкое проѧвленіе, по многіѧ нощи ѧвлѧшасѧ таковое знаменіе на небеси: на востоцѣ, пред ранею зарею, звѣзда некаѧ, аки хвостата, и ѧкоже копейнымъ образомъ, овогда вечерней зарѣ, овогда же во утреней, тоже многажды бываше. Се же знаменіе проѧвлѧше злое пришествие Тахтамышево на Рускую землю, и горкое поганыхъ Татар нахожденіе на крестьѧны, ѧкоже и бысть гнѣвомъ Божіимъ, за умножение грѣховъ нашихъ.

### Астрономические наблюдения кометы в Новое время
- 1456 год — Это появление знаменует начало астрономических исследований кометы. Её обнаружили в Китае 26 мая. Наиболее ценные наблюдения кометы сделал итальянский врач и астроном Паоло Тосканелли, который почти каждый день аккуратно измерял её координаты с 8 июня по 8 июля. Важные наблюдения сделал также австрийский астроном Георг Пурбах, который впервые попытался измерить параллакс кометы и обнаружил, что комета находится от наблюдателя на расстоянии «более тысячи германских миль». В 1468 году для римского папы Павла II был написан анонимный трактат «De Cometa», в котором также приводятся результаты наблюдений и определения координат кометы[9].
- 1531 год — Петер Апиан впервые заметил, что хвост кометы всегда ориентирован в направлении от Солнца.
- 1607 год — Комету наблюдал Иоганн Кеплер, который решил, что комета движется через солнечную систему по прямой.
- 1682 год — Комету наблюдал Эдмунд Галлей. Он обнаружил сходство орбит комет в 1531, 1607 и 1682 годах, предположил, что это одна периодическая комета, и предсказал следующее появление в 1758 году. Это предсказание высмеял в «Путешествиях Гулливера» Джонатан Свифт (вышло в 1726—1727 году). Учёные Лапуты в этом сатирическом романе опасаются, «что будущая комета, появление которой, по их вычислениям, ожидается через тридцать один год, по всей вероятности, уничтожит землю…»[108]
- 1759 год — Первое предсказанное появление кометы Галлея. Через перигелий комета прошла 13 марта 1759 г., на 32 дня позднее предсказания А. Клеро. Её обнаружил в Рождество 1758 года астроном-любитель И. Палич. Комета наблюдалась до середины февраля 1759 года вечером, потом скрылась на фоне Солнца, а с апреля стала видна на предутреннем небе. Комета достигла приблизительно нулевой звёздной величины и имела хвост, простиравшийся на 25°. Была видна невооружённым глазом до начала июня. Последние астрономические наблюдения кометы были сделаны в конце июня[34].
- 1835 год — Поскольку к этому появлению была предсказана не только дата прохождения кометой Галлея перигелия, но и рассчитана эфемерида, астрономы начали искать комету с помощью телескопов с декабря 1834 года. Обнаружил комету Галлея в виде слабой точки 6 августа 1835 г. директор небольшой обсерватории в Риме С. Дюмушель (Etienne Stefano Dumouchel). 20 августа в Дерпте её переоткрыл В. Я. Струве, который спустя двое суток смог наблюдать комету невооружённым глазом. В октябре комета достигла 1-й звёздной величины и имела хвост протяжённостью около 20°. В. Я. Струве в Дерпте с помощью большого рефрактора и Дж. Гершель в экспедиции на мысе Доброй Надежды сделали множество зарисовок кометы, которая постоянно изменяла свой вид. Бессель, также следивший за кометой, заключил, что на её движение оказывают заметное влияние негравитационные реактивные силы испаряющихся с поверхности газов[109]. 17 сентября В. Я. Струве наблюдал покрытие звезды головой кометы[110]. Поскольку никакого изменения блеска звезды зарегистрировано не было, это позволило сделать вывод о крайней разреженности вещества головы и крайней малости её центрального ядра. Комета прошла перигелий 16 ноября 1835 г., всего на сутки позже предсказания Ф. Понтекулана, что позволило ему уточнить массу Юпитера, приняв её равной 1/1049 массы Солнца (современное значение 1/1047,6). Дж. Гершель следил за кометой вплоть до 19 мая 1836 года[34].

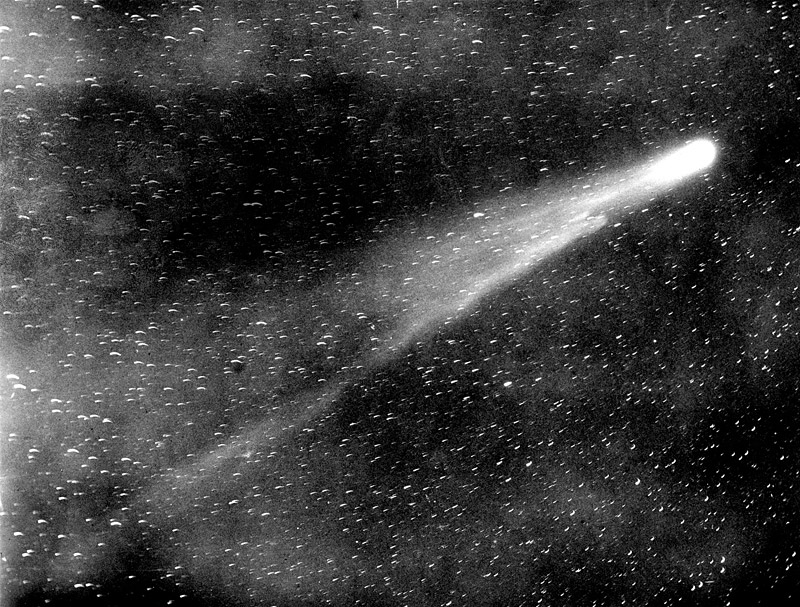
Комета Галлея в 1910 году

- 1910 год — Во время этого появления комета Галлея впервые была сфотографирована и впервые получены спектральные данные о её составе[12]. Минимальное расстояние от Земли составило всего 0,15 а. е., и комета представляла собой яркое небесное явление[111]. Комета была обнаружена на подлёте 11 сентября 1909 на фотопластинке М. Вольфом в Гейдельберге с помощью 72-см телескопа-рефлектора, оборудованного фотокамерой, в виде объекта 16—17 звёздной величины (выдержка при фотографировании составляла 1 час). Ещё более слабое изображение позже нашлось на фотопластинке, полученной 28 августа. Комета прошла перигелий 20 апреля (на 3 дня позже предсказания Ф. Х. Кауэлла и Э. К. Д. Кроммелина) и в начале мая представляла собой яркое зрелище на предрассветном небе. В это время сквозь хвост кометы прошла Венера. 18 мая комета оказалась точно между Солнцем и Землёй, которая тоже на несколько часов погрузилась в кометный хвост, который всегда направлен от Солнца. В тот же день 18 мая комета прошла по диску Солнца. Наблюдения в Москве проводили В. К. Цераский и П. К. Штернберг с помощью рефрактора с разрешением 0,2—0,3″, но не смогли различить ядра. Поскольку комета находилась на расстоянии 23 млн км, это позволило оценить, что его размеры составляют менее 20—30 км. Тот же результат был получен по наблюдениям в Афинах. Правильность этой оценки (максимальный размер ядра оказался около 15 км) удалось подтвердить во время следующего появления, когда ядро удалось исследовать с близкого расстояния с помощью космических аппаратов. В конце мая — начале июня 1910 г. комета имела 1-ю звёздную величину, а её хвост имел длину около 30°. После 20 мая она стала быстро удаляться, но фотографически регистрировалась до 16 июня 1911 г. (на расстоянии 5,4 а. е.).

В ходе многочисленных исследований было получено около 500 фотографий головы и хвоста кометы, около 100 спектрограмм. Было также выполнено большое число определений положения кометы, уточнивших её орбиту, что имело большое значение при планировании программы исследований с помощью космических аппаратов в преддверии следующего появления 1986 года. На основании исследований очертаний головы кометы с помощью длиннофокусных астрографов С. В. Орлов построил теорию формирования кометной головы.
Спектральный анализ хвоста кометы показал, что в его составе присутствуют ядовитый газ циан и угарный газ. Поскольку 18 мая Земля должна была пройти через хвост кометы, это открытие спровоцировало предсказания конца света, панику и ажиотажный спрос на шарлатанские «антикометные таблетки» и «антикометные зонтики». На самом деле, как поспешили отметить многие астрономы, в том числе Камиль Фламмарион, хвост кометы настолько разрежен, что не может оказать никаких негативных эффектов на земную атмосферу. 18 мая и в последующие дни были организованы разнообразные наблюдения и исследования атмосферы, но никаких эффектов, которые можно было бы связать с действием кометного вещества, обнаружено не было.
Знаменитый американский писатель Марк Твен в автобиографии в 1909 году написал: «Я явился на свет в 1835 году вместе с кометой Галлея. Она снова появится в будущем году, и я думаю, что мы вместе исчезнем. Если я не исчезну вместе с кометой Галлея, это будет величайшим разочарованием в моей жизни. Бог, наверное, решил: вот два причудливых необъяснимых явления, они вместе возникли, пусть вместе и исчезнут». Так оно и случилось: он родился 30 ноября 1835 года, через две недели после прохождения кометой перигелия, а умер 21 апреля 1910 года, на следующий день после следующего перигелия.

## Исследования 1986 года

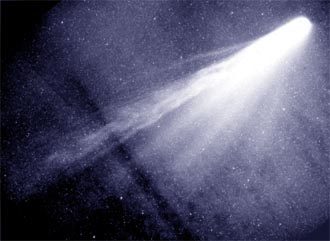
Фотография NASA

Появление кометы в 1986 году было одним из самых незрелищных за всю историю. В феврале 1986 года, во время прохождения перигелия Земля и комета Галлея были по разные стороны от Солнца (4 февраля комета была в верхнем соединении с Солнцем, а всего через 5 дней, 9 февраля она прошла перигелий), что не позволило наблюдать комету в период наибольшей яркости, когда размер её хвоста был максимален. Кроме того, из-за возросшего со времени последнего появления светового загрязнения вследствие урбанизации большинство населения вообще не смогло наблюдать комету. Вдобавок, когда в марте и до конца апреля комета была относительно яркой, она находилась далеко в Южном небесном полушарии (проходила по созвездиям Южной Короны, Жертвенника, Наугольника, Волка, Центавра) и в умеренных широтах Северного полушария Земли была почти не видна, в СССР она тогда была видна лишь в южных районах низко над горизонтом. Приближение кометы Галлея было впервые зарегистрировано астрономами Джуиттом и Даниельсоном 16 октября 1982 года с помощью 5,1-м телескопа Хейла Паломарской обсерватории с ПЗС-матрицей. Первым человеком, визуально наблюдавшим комету во время её возвращения 1986 года, стал астроном-любитель Стивен Джеймс О’Меара (Stephen James O’Meara), который 24 января 1985 года с вершины горы Мауна-Кеа с помощью самодельного 60-см телескопа смог обнаружить гостью, имевшую в это время звёздную величину 19,6. Стивен Эдберг (работавший координатором наблюдений астрономов-любителей в Лаборатории реактивного движения NASA) и Чарльз Моррис первыми смогли увидеть комету Галлея невооружённым глазом. С 1984 по 1987 год осуществлялись две программы по наблюдениям кометы: советская СоПроГ и международная программа The International Halley Watch (IHW).

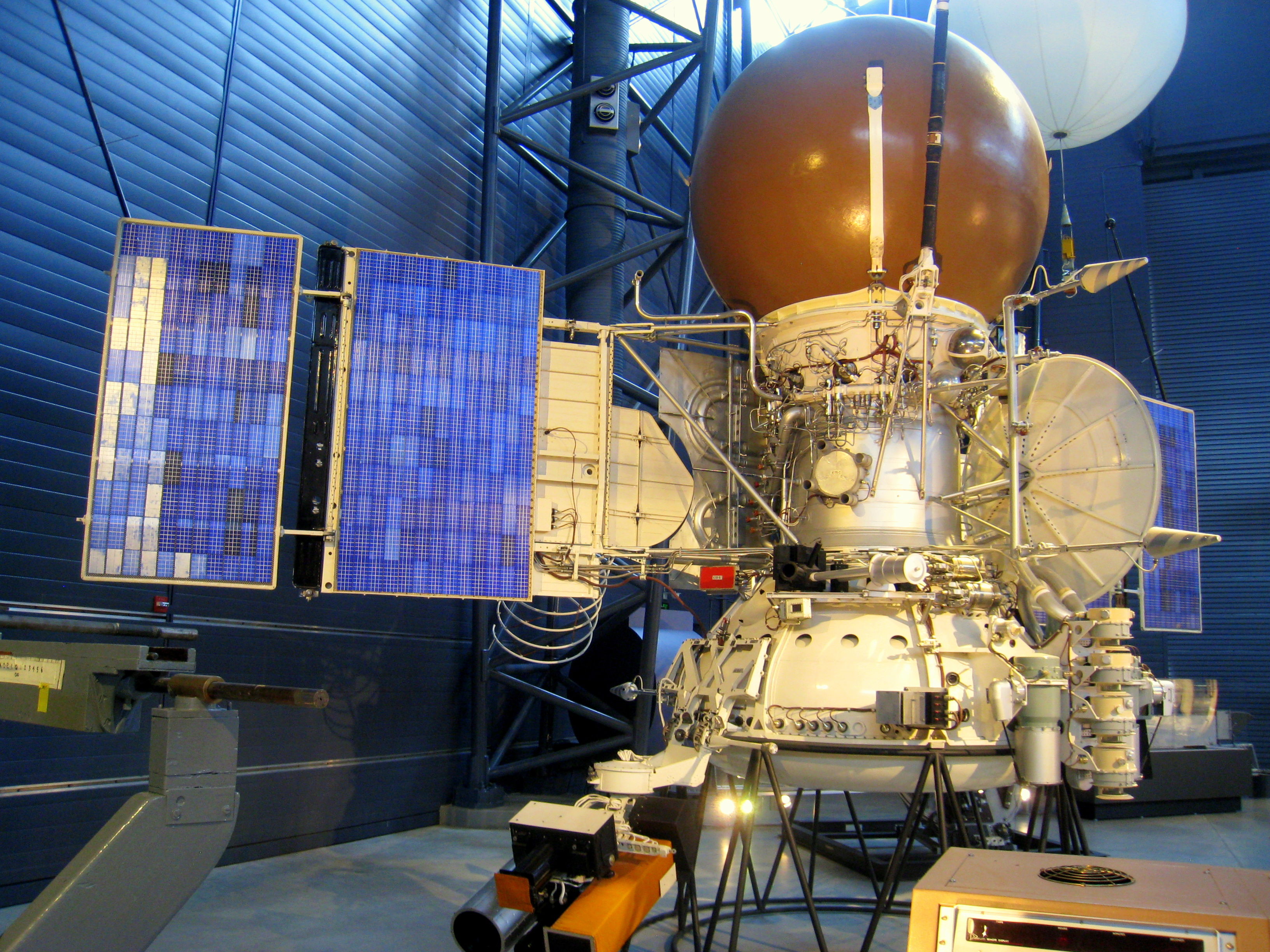
Межпланетная станция «Вега»

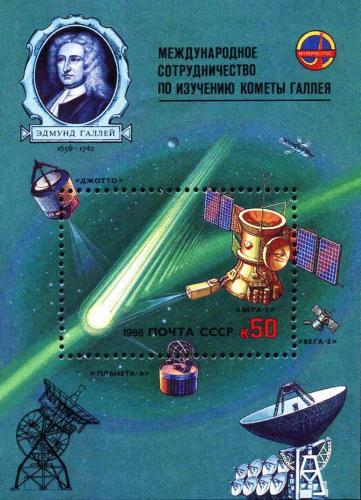
Почтовый блок СССР 1986 года, посвящённый исследованию кометы Галлея

Уровень развития космонавтики к этому времени предоставил учёным возможность исследовать комету в непосредственной близости, для чего было запущено несколько космических аппаратов. Мимо кометы, после окончания программы исследования Венеры, пролетели советские межпланетные станции «Вега-1» и «Вега-2» (название аппаратов расшифровывается как «Венера — Галлей» и указывает на маршрут аппарата и цели его исследования). «Вега-1» начала передавать изображения кометы Галлея 4 марта 1986 года с расстояния 14 млн км, именно с помощью этого аппарата удалось впервые в истории увидеть ядро кометы. «Вега-1» пролетела мимо кометы 6 марта на расстоянии 8879 км. Во время пролёта космический аппарат подвергся сильному воздействию кометных частиц при скорости столкновения ~78 км/с, в результате чего мощность солнечных батарей упала на 45 %, но аппарат сохранил работоспособность. «Вега-2» пролетела мимо кометы на расстоянии 8045 км 9 марта. В общей сложности оба аппарата передали на Землю более 1500 изображений, в том числе около 70 изображений ядра. По изображениям были определены размеры ядра (8×8×16 км), период (53 часа), направление и примерная ориентация оси вращения, отражательная способность (4 %), характеристики выбросов пыли, установлено наличие кольцевых кратеров. Данные измерений двух советских станций были в соответствии с совместной программой исследований использованы для коррекции орбиты космического зонда Европейского космического агентства «Джотто», который смог 14 марта подлететь ещё ближе, на расстояние 605 км (к сожалению, ранее, на расстоянии около 1200 км, из-за столкновения с фрагментом кометы вышла из строя телекамера «Джотто», и аппарат потерял управление). Определённый вклад в изучение кометы Галлея внесли также два японских аппарата: «Суйсэй» (первоначальное название — «Планета-А»; пролёт 8 марта, 150 тыс. км) и «Сакигакэ» (10 марта, 7 млн км, использовался для наведения предыдущего аппарата). Пять космических аппаратов, исследовавших комету, получили неофициальное название «Армада Галлея». Орбиты всех этих аппаратов, в отличие от орбиты кометы Галлея, практически лежали в плоскости эклиптики. Поэтому для неограниченного сближения их с кометой нужно было выполнить два условия: в пространстве аппарат должен быть близок к одной из точек пересечения траектории кометы с плоскостью эклиптики — нисходящему либо восходящему узлу её орбиты, а время приближения аппарата к узлу должно быть близко ко времени прохождения через него кометы. Был выбран нисходящий узел, через который комета прошла после прохождения перигелия, 10 марта, около этой даты и происходило сближение всех пяти аппаратов с кометой.

На основе данных, собранных самым большим в то время орбитальным ультрафиолетовым телескопом «Астрон» (СССР) при наблюдении кометы Галлея в декабре 1985 года, группа советских учёных разработала модель кометной комы. Комета наблюдалась из космоса также с помощью аппарата «Международный исследователь комет» (International Cometary Explorer) (первоначально назывался «Международный исследователь Солнца и Земли 3»), который был выведен из точки Лагранжа L1 на гелиоцентрической орбите для встречи с кометой 21P/Джакобини — Циннера и кометой Галлея.
Исследования кометы Галлея были включены в программу двух миссий космического челнока «Челленджер» (STS-51L и STS 61-E [планировалась на март 1986 года]), однако катастрофа «Челленджера» во время старта первой миссии 28 января 1986 года привела к гибели корабля и семи астронавтов. Космическая платформа для изучения комет «ASTRO-1», которую должна была запустить вторая миссия, в связи с приостановкой после катастрофы американской программы пилотируемых полётов, была выведена на орбиту лишь в декабре 1990 года миссией «Колумбии» STS-35.

## После 1986 года

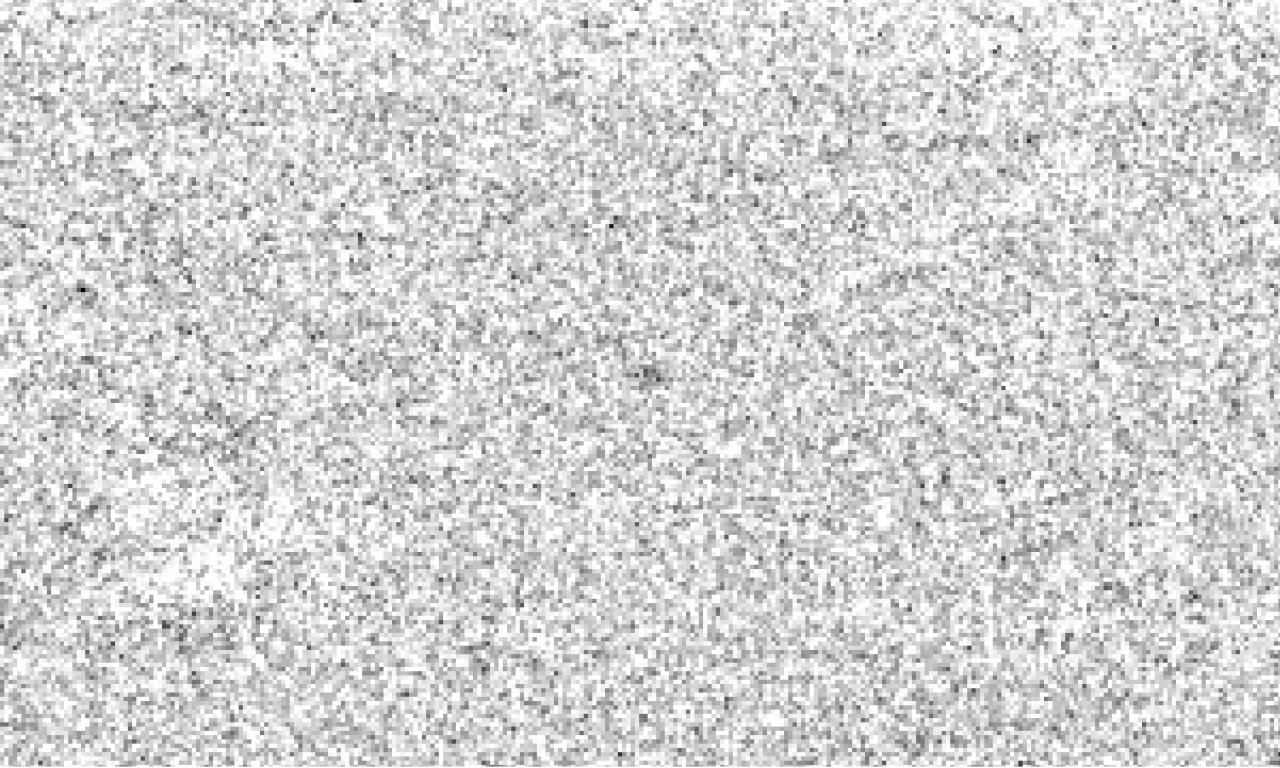
Комета Галлея на расстоянии 28,06 а. е. от Солнца (едва различимая более тёмная точка в центре на крупнозернистом фоне)

12 февраля 1991 года на расстоянии 14,4 а. е. от Солнца у кометы Галлея внезапно произошёл выброс вещества, продолжавшийся несколько месяцев и высвободивший облако пыли около 300 000 км в поперечнике. Комета Галлея последний раз наблюдалась 6—8 марта 2003 года тремя телескопами комплекса «Very Large Telescope» Европейской южной обсерватории (ESO), расположенной на горе Серро-Параналь (Чили), когда её звёздная величина составляла 28,2m и она прошла уже 4/5 расстояния до самой дальней точки своей орбиты. Эти телескопы наблюдали комету при рекордных для комет расстоянии (28,06 а. е. или 4200 млн км) и звёздной величине, чтобы отработать методы поиска очень тусклых транснептуновых объектов. Теперь астрономы могут наблюдать комету в любой точке её орбиты. По состоянию на 3 октября 2014 года комета Галлея находилась на фоне созвездия Гидры на расстоянии почти 34 а. е. от Солнца, это за орбитой Нептуна и дальше положения Плутона в то время. Комета достигла афелия в декабре 2023 года, после чего начала снова сближаться с Солнцем.
Следующее прохождение кометы Галлея через перигелий ожидается 28 июля 2061 года, когда её расположение будет более удобным для наблюдения, чем во время прохождения в 1985—86 годах, поскольку она будет в перигелии с той же стороны от Солнца, что и Земля. Ожидается, что её видимая звёздная величина будет −0,3m по сравнению с +2,1m в 1986 году. 9 сентября 2060 года комета Галлея пройдёт на расстоянии 0,98 а. е. от Юпитера, и затем 20 августа 2061 года приблизится на расстояние 0,0543 а. е. (8,1 млн км) к Венере. Затем комета Галлея удалится от Солнца и вновь вернётся в 2134 году: пройдёт через перигелий 27 марта, а 7 мая пройдёт на расстоянии 0,09 а. е. (13,6 млн км) от Земли. Её видимая величина во время этого появления будет около −2,0m.

## В культуре
- Появление кометы Галлея и путешествие к ней служит сюжетной основой мультфильма «Приключения Марка Твена» — в связи с тем, что Марк Твен (1835—1910), родившись в год появления кометы Галлея, предсказал свою смерть в год её следующего возвращения.
- У Ирене Гранди есть песня La cometa di Halley.
- В репертуаре Валерия Леонтьева есть песня «Комета Галлея» (музыка Раймонда Паулса, слова Николая Зиновьева, 1985 год).
- Песню с таким же названием исполняет группа Рондо.
- В 1910 году оркестр общества «Зонофон» исполнял одноимённый вальс.
- Свой вариант песни создал композитор Андрей Родионов[138].
- В 1910 году Константин Бальмонт, Александр Блок, Марина Цветаева, Николай Гумилёв и другие русские поэты широко использовали образ кометы Галлея в своих стихах[139][140].
- В песне американской рок-группы Shinedown «Second chance[англ.]» лирическим героем упоминается видение кометы Галлея как олицетворение того, что возможность сделать другой выбор в обозримом будущем может уже не представиться;
- В песне «Лето» Майка Науменко (1982 год) упоминается предстоящий прилёт кометы, которая принесёт всем гибель (пролёт кометы Галлея регулярно связывали с возникновением панических настроений[140]).
- В репертуаре американской певицы Билли Айлиш присутствует песня с названием «Halley’s Comet» (Комета Галлея) из второго студийного альбома Happier Than Ever.
- В видеоигре Call of Cthulhu. Shadow of the Comet Комета Галлея является вестником прибытия на Землю Древних.
- События фантастического фильма ужасов «Жи́зненная си́ла» 1985 года связаны с кометой Галлея.
- В 1987 году на воду спущено судно (СРТМ-К: средний рыболовный морозильный траулер-кормовик) «Комета Галлея».